# Pulchrana centropeninsularis
Pulchrana centropeninsularis é uma espécie de anfíbio anuros da família Ranidae. Está presente em Malásia. A UICN classificou-a como pouco preocupante.